# Шоголовс, Петерис

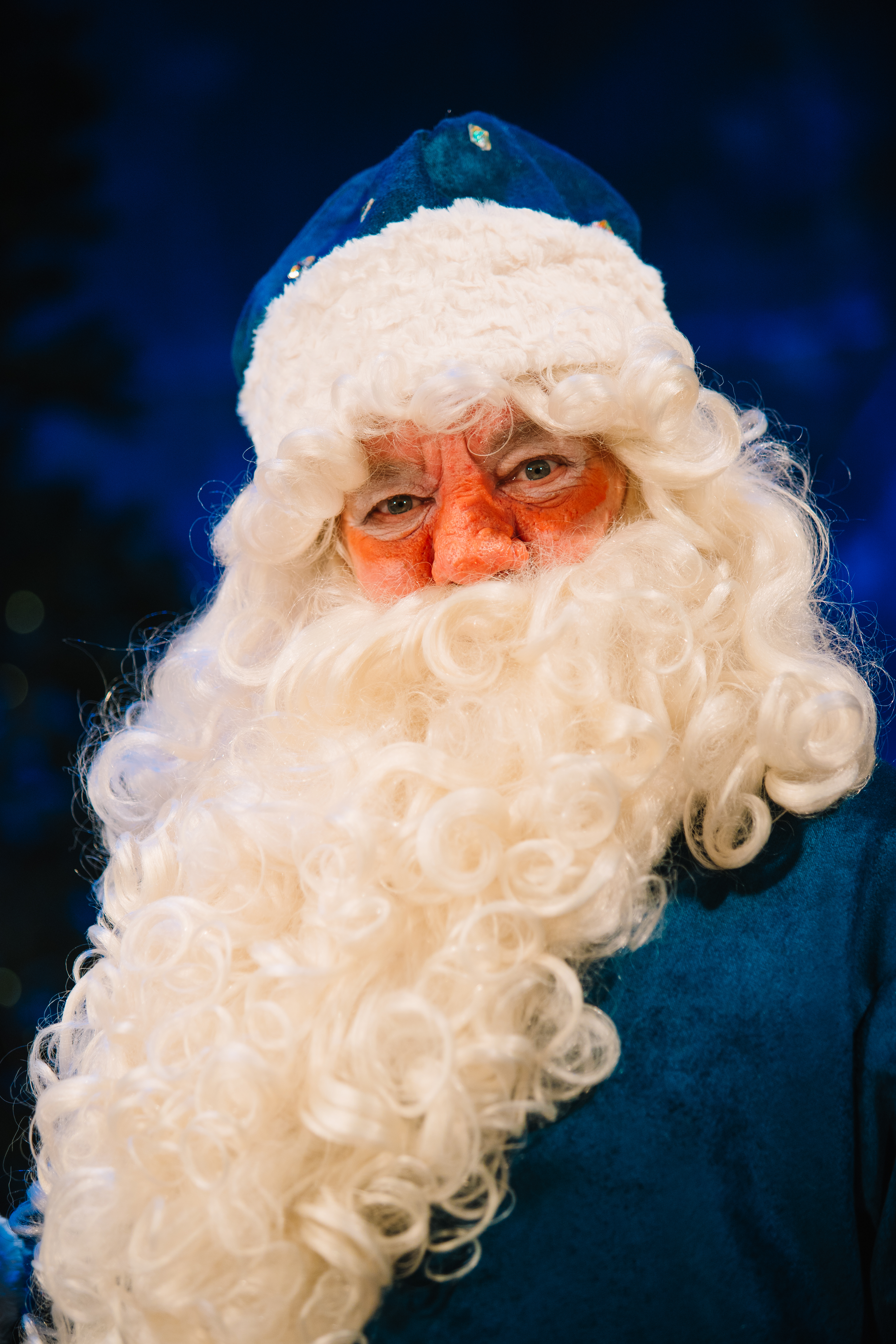

Петерис Шоголовс (латыш. Pēteris Šogolovs; 24 августа 1955, Сигулда — 1 ноября 2020, Латвия) — актёр кукольного театра, кино и озвучивания.
В 15 лет начал карьеру актёра, сыграв роль Карленса в фильме «В тени смерти». С 1977 года и до самой смерти играл в Латвийском Театре Кукол. C 1983 года в Союзе театральных деятелей.
С 2015 года выступал в Латвийском молодёжном театре, созданном продюсером Юрисом Миллерсом, в постановках «Un atkal Pifs» (2015), «Žanna d’Arka» (2015), «Kraukšķītis» (2015), «Sniegbaltītes skola» (2019).
Озвучивал многие мультфильмы, выходившие в латвийских кинотеатрах, а также детские фильмы и мультфильмы на Латвийском телевидении.

## Работы[5]
- «Baltais Trusis» Alise Brīnumzemē 17.05.2015 Латвийский театр кукол. Рига.
- «Saimnieks / Laupītājs- Vadonis (Purva rūķis)» Brēmenes muzikanti 12.10.2013 Латвийский театр кукол. Рига.
- Brēmenes muzikanti 12.10.2013 Латвийский театр кукол. Рига.
- «Tēvs» Neaizties mani! 17.03.2012 Латвийский театр кукол. Рига.
- «Karlsons» Brālītis un Karlsons, kas dzīvo uz jumta 03.03.2012 Латвийский театр кукол. Рига.
- «Sarkanarmijas virsnieks / Višinska valdības ministru prezidents» Gūsteknis pilī 15.11.2011 Дайлес. Рига.
- «Vilks Vitolds, Pastnieks Ezis» Pīļu namiņa noslēpums 08.05.2011 Латвийский театр кукол. Рига.
- Nāc pie puikām! 06.12.2008 Латвийский театр кукол. Рига.
- 7 dienas. Genesis 21.09.2008 Латвийский театр кукол. Рига.
- Runcis zābakos 01.12.2007 Латвийский театр кукол. Рига.
- «Dūdars / Joske» Skroderdienas Silmačos 01.04.2007 Латвийский театр кукол. Рига.
- Stūrgalvīgais zilonītis 18.11.2006 Латвийский театр куколs. Рига.
- «Bārddzinis» Deguns 28.09.2006 Jaunais Rīgas teātris. Рига.
- эпизодическая роль Pieskāriens 1973 год Рижская киностудия. Латвия.
- «Kārlēns» Nāves ēnā 1971 год Рижская киностудия. Латвия.
- эпизодическая роль Līvsalas zēni 1969 год Рижская киностудия. Латвия.
- «Zonnenštihs» Pavasara atmoda Латвийский театр кукол. Рига.